# Platycerus caraboides
Platycerus caraboides es una especie de coleóptero de la familia Lucanidae.

## Distribución geográfica
Se distribuyen por el paleártico: Europa y Oriente Próximo.